# Mulchén
Mulchén este un oraș cu 29.003 locuitori (2002) situată în Provincia Biobío, Chile. Suprafața totală este de 1.925,3 km². 
Este situată la 32 km de orașul Los Ángeles.